# Cryptocarya brachythyrsa
Cryptocarya brachythyrsa H.W.Li – gatunek rośliny z rodziny wawrzynowatych (Lauraceae Juss.). Występuje naturalnie w południowych Chinach – w południowej części Junnanu. 

## Morfologia
PokrójZimozielone drzewo dorastające do 30 m wysokości. Gałęzie są mocne, mniej lub bardziej szorstkie, mają brązowoczerwonawą barwę, są nagie, lecz młode pędy są z brązowożółtawym owłosieniem.
LiścieMają kształt od podłużnego do podłużnie eliptycznego. Mierzą 8–26 cm długości oraz 2,5–7,5 cm szerokości. Są nagie i mają zielonożółtawą barwę. Ogonek liściowy jest owłosiony i dorasta do 10–15 mm długości.
KwiatySą zebrane po kilka w krótkie i lekko rozgałęzione wiechy o owłosionych i brązowożółtawych osiach, rozwijają się w kątach pędów. Kwiatostan osiąga 2–4 cm długości, natomiast pojedyncze kwiaty mierzą 4 mm średnicy. Listki okwiatu są owłosione i mają zielonkawą barwę. Mają 9 pręcików i 3 prątniczki o strzałkowatym kształcie. Podsadki są małe i mają owalny kształt.
OwoceMają jajowaty kształt, osiągają 15–18 cm długości i 11–13 cm szerokości, są nagie.

## Biologia i ekologia
Rośnie w wiecznie zielonych lasach. Występuje na wysokości od 1000 do 1780 m n.p.m. Kwitnie od kwietnia do maja, natomiast owoce dojrzewają od czerwca do listopada.